# 20324 Джонмагоні
20324 Джонмагоні (20324 Johnmahoney) — астероїд головного поясу, відкритий 20 квітня 1998 року.
Тіссеранів параметр щодо Юпітера — 3,453.